# Linka Namboku

Logo linky Namboku

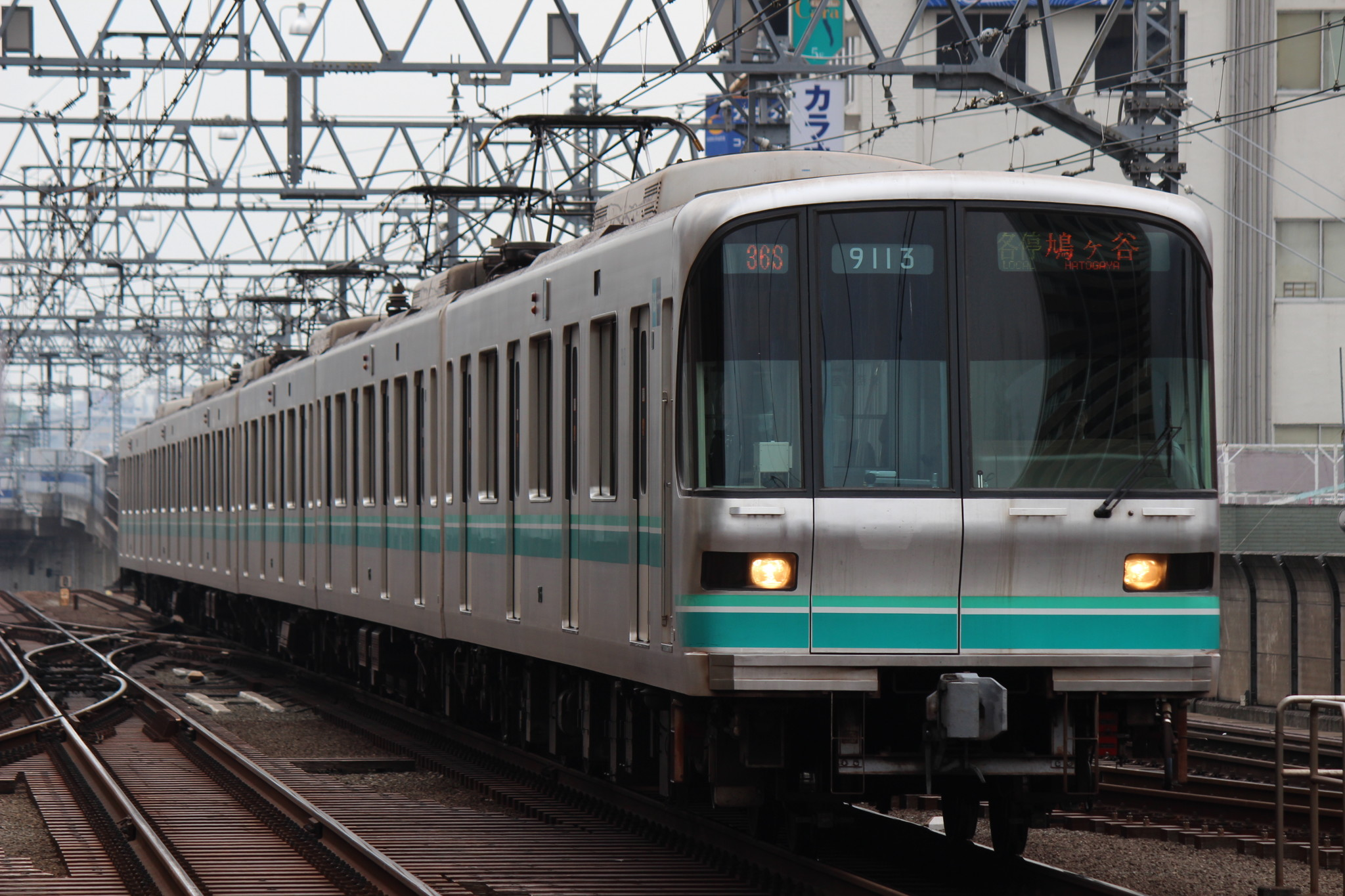
Souprava linky Namboku

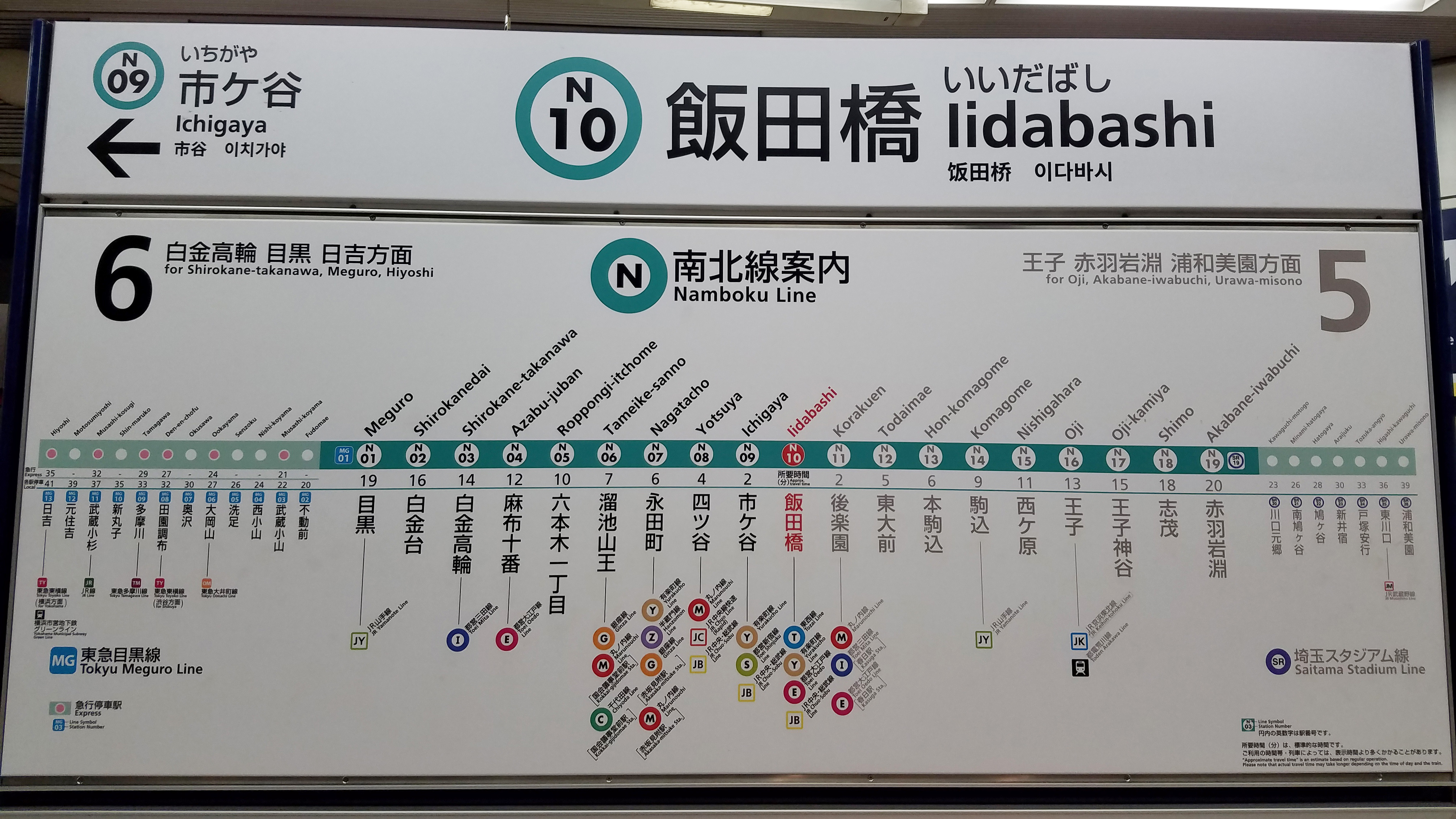
Seznam zastávek linky Namboku

Linka Namboku (japonsky v kandži 南北線 v hiraganě なんぼくせん) je linka tokijského metra spojující tokijské nádraží Meguro a Akabane-iwabuči. Patří soukromé společnosti Tokyo Metro a má devatenáct zastávek. Její barva je smaragdová a značí se velkým písmenem N. Je dlouhá 21,3 km a její první část byla otevřena 29. 11. 1991. Úsek ze stanice Meguro do stanice Širokane-takanawa jede společně s linkou metra Mita společnosti Tóei.

## Trough services
Tímto anglickým výrazem znamenajícím "prostřednictvím služeb" se u tokijského metra označuje, když některé soupravy z nějakého nádraží (nejčastěji konečné zastávky) pokračují v nadzemní jízdě pod jiným dopravcem. Linka Namboku takto pokračuje ze stanice Meguro jako linka Tókjú Meguro společnosti Tókjú až na nádraží Hijoši a ze stanice Akabane-iwabuči pokračuje jako linka Saitama Railway soukromého společnosti Saitama Railway do nádraží Urawa-Misono.

## Zastávky
- Meguro, přestup na linku Jamanote společnosti JR East, linku Tókjú Meguro soukromé společnosti Tókjú a linku metra Mita společnosti Tóei
- Širokanedai, přestup na linku metra Mita společnosti Tóei
- Širokane-takanawa, přestup na linku metra Mita společnosti Tóei
- Azabu-džuban, přestup na linku metra Óedo společnosti Tóei
- Roppongi-itchóme, bez přestupu
- Tameike-sannó, přestup na linky metra Marunouči, Ginza a Čijoda společnosti Tokyo Metro
- Nagatačó, přestup na linky metra Marunouči, Ginza, Hanzómon a Júrakučó společnosti Tokyo Metro
- Jocuja, přestup na linky Čúó  a Čúó-Sóbu společnosti JR East a linku metra Marunouči společnosti Tokyo Metro
- Ičigaja, přestup na linku Čúó-Sóbu společnosti JR East a linku metra Šindžuku společnosti Tóei a linku metra Júrakučó společnosti Tokyo Metro
- Iidabaši, přestup na linku Čúó-Sóbu společnosti JR East a linky Júrakučó a Tózai společnosti Tokyo Metro a linku metra Óedo společnosti Tóei
- Kórakuen, přestup na linku metra Marunouči společnosti Tokyo Metro a linky metra Mita a Óedo společnosti Tóei
- Tódaimae, bez přestupu
- Hon-komagome, bez přestupu
- Komagome, přestup na linku Jamanote společnosti JR East
- Nišigahara, bez přestupu
- Ódži, přestup na linku Keihin-Tóhoku společnosti JR East a linku tramvaje Toden Arakawa společnosti Tóei
- Ódži-kamija, bez přestupu
- Šimo, bez přestupu
- Akabane-iwabuči, přestup na linku Saitama Railway soukromého společnosti Saitama Railway